# Ung thư thanh quản
Ung thư thanh quản là loại thường gặp ở vùng đầu và cổ. Đàn ông bị ung thư thanh quản gấp đôi phụ nữ, bệnh bắt đầu gặp ở độ tuổi trên 40 và thường gặp nhất là ở độ tuổi trên 50. Loại ung thư Carcinôm tế bào vảy mọc lên từ các tế bào lớp lót trong thanh quản chiếm 90%.
Ung thư thanh quản là bệnh lý mà các tế bào ác tính (ung thư) hình thành trong mô thanh quản. Ung thư thanh quản có thể xuất hiện ở bất kỳ vị trí nào trong thanh quản, thanh môn (vị trí của dây thanh âm), vùng trên thanh môn (vùng trên dây âm thanh) hoặc dưới thanh môn (vùng nối thanh quản với khí quản).
Thanh quản là phần trên của khí quản dài khoảng 5cm, nằm dưới hầu ở vùng cổ. Thanh quản chứa dây thanh, cái mà rung động và tạo ra âm thanh khi không khí tác động trực tiếp vào nó. Tiếng vang của âm thanh đi qua mũi, miệng, và hầu tạo nên giọng của chúng ta. Hầu hết các loại ung thư thanh quản là ung thư tế bào gai, mỏng, các tế bào dát đẹt lót trong thanh quản.
Nếu ung thư lan ra ngoài thanh quản, đầu tiên nó thường lan vào hạch vùng cổ. Nó còn có thể lan tới phía sau lưỡi, các phần khác ở cổ và họng, phổi và đôi khi các bộ phận khác trên cơ thể (ung thư thanh quản di căn) .
Ung thư thanh quản khi được phát hiện sớm, cơ may chữa khỏi bệnh là rất lớn mà lại có thể bảo tồn được giọng nói. Do vậy, nên đi kiểm tra sức khỏe định kỳ thường xuyên giúp cho việc phòng, phát hiện sớm những bệnh nguy hiểm và giúp giảm đáng kể chi phí điều trị.